# Prosopocera pylas
Prosopocera pylas là một loài bọ cánh cứng trong họ Cerambycidae.